# Naitō Masatoyo
Naitō Masatoyo (内藤昌豊?   1522- 29 de junio de 1575) fue un samurái japonés que vivió durante el período Sengoku de la historia de Japón, sirviendo al clan Takeda.
Masatoyo fue uno de los generales de más confianza de Takeda Shingen, por lo que incluso fue reconocido como uno de sus Veinticuatro Generales.

## Biografía
Masatoyo fue el segundo hijo del sirviente de Takeda Nobutora, Kudō Toratoyo y su primer nombre era Kudō Sukenaga. El destino de la familia cambió cuando Toratoyo tuvo discrepancias con su maestro por lo que fue asesinado. Sukenaga y su hermano escaparon del clan Takeda. Después de que Nobutora fue exiliado por su hijo Takeda Shingen, este último llamó de vuelta a los hermanos Kudō, regresándoles sus tierras y permitiendo que su familia se reinstalara. Los Kudō fueron puestos al mando de 50 elementos de caballería y se les concedió el rango de samurai-taishō (侍大将?). En 1566 se le concedió el castillo Minowa en la Provincia de Kōzuke después de que este cayó en manos del ejérctito de los Takeda. Takeda Shingen lo nombró como mentor de su cuarto hijo llamado Katsuyori.
En la Batalla de Mikatagahara comandó uno de los embates en contra de las tropas de Tokugawa Ieyasu y durante la Batalla de Nagashino de 1575 estuvo al frente del ataque, durante la cual recibió múltiples heridas de flechas y finalmente fue decapitado por Asahina Yasukatsu.